# Schöne Aussicht (Odenthal)
Schöne Aussicht ist ein Wohnplatz in Unterodenthal in der Gemeinde Odenthal im Rheinisch-Bergischen Kreis.

## Lage und Beschreibung
Die Ortschaft liegt im Westen der Gemeinde an der Grenze zu Leverkusen am Hahnenberg. Der Name geht auf den Blick über die Kölner Bucht zurück, die allerdings aufgrund der Bebauung des Hahnenbergs nicht mehr besteht. Die Schöne Aussicht war lange Jahre ein Ausflugslokal, das allerdings 2014 geschlossen wurde.
Die Ortschaft bildet mittlerweile mit Glöbusch und weiteren Wohnplätzen einen geschlossenen Siedlungsbereich, so dass sie nicht mehr eigenständig wahrgenommen wird. Die Straßenbezeichnung Schöne Aussicht geht auf die Ortschaft zurück.

## Geschichte
Der Wohnplatz gehörte im 19. Jahrhundert zur Bürgermeisterei Odenthal im preußischen Kreis Mülheim am Rhein.
An der Ortslage ist auf der Topographischen Aufnahme der Rheinlande von 1824 und auf der Preußischen Uraufnahme von 1840 als Knüppelhaus verzeichnet. Ab der Preußischen Neuaufnahme von 1892 ist die Ortschaft auf Messtischblättern regelmäßig als Schöne Aussicht oder ohne Namen verzeichnet.
| Jahr | Einwohner | Wohn- gebäude | Kategorie | Bemerkung              |
| ---- | --------- | ------------- | --------- | ---------------------- |
| 1871 | 7         | 1             | Wirtshaus | genannt Schöneaussicht |
| 1885 | 4         | 1             | Wohnplatz |                        |
| 1895 | 8         | 1             | Wohnplatz |                        |
| 1905 | 8         | 1             | Wohnplatz |                        |